# Gens Calpurnia
Die gens Calpurnia (Calpurnii, deutsch Calpurnier) waren ein römisches Geschlecht (gens), das den Gentilnamen Calpurnius trug. Die plebejische Familie trat seit dem Ersten Punischen Krieg in Erscheinung; den ersten Konsul stellte sie im Jahr 180 v. Chr. Der bedeutendste Zweig der Familie waren die Calpurnii Pisones.
Bekannte Mitglieder waren:

## Calpurnii Pisones
- Gaius Calpurnius Piso (Prätor), römischer Politiker, Prätor 211 v. Chr.
- Gaius Calpurnius Piso (Konsul 180 v. Chr.) († 180 v. Chr.), römischer Politiker, Sohn des Vorhergehenden
- Gaius Calpurnius Piso (Konsul 67 v. Chr.), römischer Politiker
- Gaius Calpurnius Piso Frugi, römischer Politiker, Quästor 58 v. Chr., Schwiegersohn und Schüler von Marcus Tullius Cicero
- Gaius Calpurnius Piso (Konsul) († 65), römischer Politiker, Redner und Mäzen, Verschwörer gegen Nero
- Gaius Calpurnius Piso (Konsul 111), römischer Politiker
- Gnaeus Calpurnius Piso (Verwalter Hispanias) († 64 v. Chr.), römischer Politiker, Verschwörer und Verwalter Hispanias
- Gnaeus Calpurnius Piso (Konsul 139 v. Chr.), römischer Politiker
- Gnaeus Calpurnius Piso (Konsul 23 v. Chr.) (Frugi), römischer Politiker, Konsul gemeinsam mit Augustus
- Gnaeus Calpurnius Piso (Konsul 7 v. Chr.) († 20), römischer Politiker
- Lucius Calpurnius Piso (Konsul 1 v. Chr.) (genannt Augur), römischer Politiker
- Lucius Calpurnius Piso (Prätor) († 25 v. Chr.), römischer Politiker, Prätor
- Lucius Calpurnius Piso (Konsul 27) (früher Gnaeus Calpurnius Piso), römischer Politiker und Senator
- Lucius Calpurnius Piso (Konsul 57) († 70), römischer Politiker und Senator
- Lucius Calpurnius Piso (Konsul 175), römischer Politiker
- Lucius Calpurnius Piso Caesoninus (Konsul 148 v. Chr.), römischer Politiker
- Lucius Calpurnius Piso Caesoninus (Konsul 112 v. Chr.), römischer Politiker
- Lucius Calpurnius Piso Caesoninus (Quästor), römischer Politiker, Quästor um 100 v. Chr.
- Lucius Calpurnius Piso Caesoninus (Konsul 58 v. Chr.), römischer Politiker, Schwiegervater von Caesar
- Lucius Calpurnius Piso Frugi, römischer Geschichtsschreiber und Politiker, Konsul 133 v. Chr.
- Lucius Calpurnius Piso Frugi Licinianus (38–69), römischer Senator, Thronfolger von Kaiser Galba
- Lucius Calpurnius Piso Pontifex (48 v. Chr.–32 n. Chr.), römischer Politiker und Pontifex
- Marcus Calpurnius Piso, römischer Senator, 1. Jahrhundert
- Quintus Calpurnius Piso, römischer Konsul 135 v. Chr.

### Andere
- Calpurnius Iulianus, römischer Statthalter, 2. Jahrhundert
- Gaius Bellicius Calpurnius Torquatus, römischer Konsul 148
- Gaius Calpurnius Flaccus, römischer Suffektkonsul um 126
- Lucius Calpurnius Bestia (Konsul), römischer Politiker und Feldherr
- Lucius Calpurnius Bestia (Volkstribun), römischer Politiker, Teilnehmer an der Catilinarischen Verschwörung
- Lucius Calipurnius Bestia (Aedil), römischer Politiker, Freund des Marcus Antonius
- Lucius Calpurnius Fabatus, römischer Offizier, 1. und 2. Jahrhundert
- Lucius Calpurnius Festus, römischer Maler
- Lucius Calpurnius Honoratus, römischer Offizier, 2. Jahrhundert
- Lucius Marcius Celer Marcus Calpurnius Longus, römischer Suffektkonsul 144
- Marcus Calpurnius Bibulus, römischer Konsul 59 v. Chr.
- Marcus Calpurnius Sabinus, römischer Offizier (2. Jahrhundert)
- Marcus Calpurnius Seneca, römischer Offizier (2. Jahrhundert)
- Marcus Calpurnius Flamma, römischer Kriegstribun 258 v. Chr.
- Publius Calpurnius Atilianus, römischer Konsul 135
- Publius Calpurnius Macer Caulius Rufus, römischer Suffektkonsul 103
- Publius Calpurnius Victor, römischer Offizier (2. Jahrhundert)
- Servius Calpurnius Domitius Dexter, römischer Konsul 225
- Sextus Calpurnius Agricola, römischer Suffektkonsul 154
- Titus Calpurnius Siculus, römischer Dichter, 1. Jahrhundert

### Weibliche Calpurnier
- Calpurnia (Frau Caesars), die dritte Frau Gaius Iulius Caesars
- Calpurnia (Frau des jüngeren Plinius)
- Calpurnia Hispulla, eine Tante des jüngeren Plinius